# Gekko coi
Gekko coi là một loài thằn lằn trong họ Gekkonidae. Loài này được Brown, Siler, Oliveros, Diesmos & Alcala mô tả khoa học đầu tiên năm 2011.